# Ісаак Масса
 Ісаак Абрахамсон Масса  (нід. Isaac Abrahamszoon Massa) (1586, Гарлем — 1643) — голландський гравер, картограф, дипломат, посол в Московії, торговець зерном, мандрівник, відомий як автор мемуарів, карт Східної Європи та Сибіру.

## Карти України
1633 р. Ісаак Абрахамсон Масса видав мапу «Novissima Russiae Tabula. Authore Isaaco Massa». Мапа була опублікована в «Доповненнях до Атласу Меркатора». На мапі міститься назва «OCRAINA», на південь від якої знаходиться Dikoia Pole (Дике Поле). Так з легкої руки Ісаака Масса до європейської науки увійшла українська назва південних придніпровських степів “Дике поле”, яку на картах почали позначати як “Dikoia Pole”. На мапі Масси ми бачимо московську «Окраїну», яка не має жодного відношення до подальшої «України». «Окраїна» поміщена у верхів'ї Оки, Дону (Рязанщина).. Мапа Ісака Масси «Novissima Russia tabula» нагадує карту Г. Геррітса, видану в 1613 р. (обидва автори в різний час користувалися одним і тим же джерелом). 1640 р., в Амстердамі, карту видав голландський картограф та гравер Генріх Гондіус (картограф) (Henricvs Hondivs; 1573—1650)..
1638 р. карта «Russiae, vulgo Moscovia. Pars Australis. Auctore Isaaco Massa»(Росія, в просторіччі Московія). Мапа була опублікована братами Блау. Поміщена в атласі «Theatrum Orbis Terrarum, sive Atlas Novus». На мапі південна Московщина показана як Ocraina, на південь від якої знаходиться Dikoia Pole (Дике Поле). Блау неодноразово перевидавали цю карту..
Масі належать п'ять опублікованих карт Московії (Росії) та її провінцій..